# استانداری اصفهان
استانداری اصفهان یک نهاد مرتبط سازمان امور اداری کشور و نماینده دولت جمهوری اسلامی ایران در استان اصفهان است که در شهر اصفهان واقع شده است.

## تاریخ
به دلیل قانون تشکیل ایالات و ولایات و دستورالعمل حکام دولت ایران را به چهار ایالت و دوازده ولایت تقسیم کرده بود که اصفهان یکی از ولایات آنها جزو ایالت دارالخلاقه تهران بود.
- سال ۱۳۰۰، ۴ شهر در استان اصفهان تشکیل می‌شود.
سال ۱۳۰۱ کارگروه «ساماندهی اطلاعات و شفاف سازی داده‌های منابع و مصارف آب اصفهان» ذیل قرارگاه آب استانداری اصفهان تشکیل شد.
سال‌های دهه ۱۳۰۰ استانداری برنامه‌های گردشگری و صنایع هایتک را پیاده می‌کند.

اصفهان در ممالک متفقه ایران

## برنامه‌ها
مرداد ۱۳۹۹ استاندار عباس رضایی به ۲۴ نفر آمر امر به معروف و نهی از منکر واحد مسکونی جایزه داد.

### سامانه‌ها
- سامد سامانه الکترونیک ارتباط مردم و دولت[۸]

## مدیریت
استان اصفهان در منطقه ۲ ایران است. سال ۱۳۹۹ در مجلس شورای اسلامی طرح تشکیل استان اصفهان شمالی به اسم گلساران با جدایی طلبی شهرستان‌های کاشان، آران و بیدگل، نطنز، اردستان، گلپایگان، خوانسار، خور و بیابانک و نائین پیشنهاد شد، بررسی شد و از دستور کار خارج شد.

مناطق ایران، منطقه ۲ سبز

دفاتر، سیستم‌های اطلاعاتی و معاونت‌ها شامل ستاد راهبری و مدیریت اقتصاد مقاومتی استان اصفهان، اداره توسعه مدیریت و منابع انسانی استانداری اصفهان، سازمان مدیریت برنامه و بودجه اصفهان، معاون هماهنگی امور اقتصادی استانداری اصفهان و سامانه جامع اطلاعات بانوان شاخص استان اصفهان است.

#### چارت سازمانی ادارات
| معاونت سیاسی، امنیتی و امور اجتماعی - دفتر امور اتباع و مهاجرین خارجی - دفتر امور اجتماعی و فرهنگی - دفتر امور سیاسی، انتخابات و تقسیمات کشوری - دفتر امور امنیتی و انتظامی | اداره‌های حوزه استاندار دفتر بازرسی امور حقوقی دفتر امور بانوان وخانواده هسته گزینش موقوفه صارمیه هماهنگی امور ایثارگران تشریفات حراست روابط عمومی مدیریت بحران اداره‌کل پدافند غیرعامل | معاونت هماهنگی امور اقتصادی - دفتر هماهنگی امور سرمایه‌گذاری و اشتغال - دفتر هماهنگی امور اقتصادی | معاونت توسعه مدیریت ومنابع - اداره کل امور اداری و مالی - دفتر فناوری اطلاعات، امنیت فضای مجازی و شبکه دولت - دفتر برنامه‌ریزی، بودجه و تحول اداری |
| شورای فرهنگی استانداری اصفهان | |                                                                                                  | |
| معاونت هماهنگی امور عمرانی | - دفتر امور روستایی و شوراها - دفتر امورشهری و شوراها - دفتر فنی، امور عمرانی و حمل و نقل و ترافیک                                                                                    | دفتر فنی                                                                                         | |

- فرمانداری‌ها[۲۱]
  - فرمانداری اصفهان
  - فرمانداری آران و بیدگل
  - فرمانداری اردستان
  - فرمانداری برخوار
  - فرمانداری بوئین میاندشت
  - فرمانداری تیران و کرون
  - فرمانداری جرقویه
  - فرمانداری چادگان
  - فرمانداری خمینی‌شهر
  - فرمانداری خوانسار
  - فرمانداری خور و بیابانک
  - فرمانداری دهاقان
  - فرمانداری سمیرم
  - فرمانداری شاهین‌شهر
  - فرمانداری شهرضا
  - فرمانداری فریدن
  - فرمانداری فریدون‌شهر
  - فرمانداری فلاورجان
  - فرمانداری ویژه کاشان
  - فرمانداری کوهپایه
  - فرمانداری گلپایگان
  - فرمانداری لنجان
  - فرمانداری مبارکه
  - فرمانداری میمه و وزوان
  - فرمانداری نائین
  - فرمانداری ویژه نجف‌آباد
  - فرمانداری نطنز
  - فرمانداری ورزنه
  - فرمانداری هرند

## شرکت‌ها
شرکت توسعه و عمران شهرستان اصفهان

### موقوفه صارمیه
سازمان موقوفه صارمیه به نام صارم الدوله والی اصفهان در سال ۱۳۰۰ ساخته شد. استاندار، تولیت این موقوفه را برعهده دارد. مغازه‌های میدان امام متعلق به موقوفه است.

## بودجه
کلیات لایحه بودجه سال ۹۹ استان اصفهان با درآمدهای استانی ۵۵۹٫۴۸۶٫۱۱۵ میلیون ریال پس از استان تهران بیشترین درآمد استانی را به خود اختصاص داده بود. درآمد عمومی اصفهان ۲۰۳٫۹۸۹٫۱۱۳ میلیارد ریال و درآمد اختصاصی آن ۳۵۶٫۴۹۷٫۱ میلیارد ریال در نظر گرفته شده که پس از کسر هزینه‌ها و تملک دارایی‌های سرمایه‌ای و هزینه‌های متفرقه بودجه اختصاصی به استان اصفهان مبلغ ۷۰۳٫۰۲۹٫۱۲۷ میلیون ریال بود.
میزان درآمد برای استانداری اصفهان ۱۰۰٫۲۱ میلیون ریال، نیروی انتظامی ۰۰۰٫۲۰ میلیون ریال، مرکز پزشکی قانونی ۰۲۴٫۱۴۰ میلیون ریال، اداره‌کل ثبت اسناد و املاک ۸۳۲٫۶۱۰ میلیون ریال و درآمد سازمان امور مالیاتی استان ۵۹۳٫۴۹۲٫۱۰۸ میلیون ریال در نظر گرفته شده بود.

## مسائل
1. محیط،[۲۶] مدیریت آب و خشکی سدها حوضه آبریز اصفهان[۲۷][۲۸]
2. مدیریت دوگانه شهر اقماری[۲۹]
3. دوهزار مگاوات کمبود انرژی برق[۳۰]
4. نبود کار،[۳۱] مسائل کارگران،[۳۲][۳۳] مشکلات بنگاه‌های اقتصادی و محیط کسب‌وکار[۳۴][۳۵][۳۶]
5. روند مهاجرت به شهر[۳۷]
6. مسائل زنان[۳۸] - کمبود امکانات تفریحی رفاهی، ورزش، دانشگاه
7. مسائل اجتماعی[۳۹]
8. ترابری[۴۰][۴۱]
9. مسئلهٔ تجرد قطعی (دائم)، افت کیفیت ازدواج افزایش سن ازدواج و آمار طلاق[۴۲][۴۳][۴۴][۴۵][۴۶]